# 毛利広鎮
毛利 広鎮（もうり ひろしげ）は、周防徳山藩の第8代藩主。就隆系毛利家（徳山毛利家）8代。

## 生涯
第7代藩主・毛利就馴の次男として江戸今井谷の屋敷にて生まれる。天明4年（1784年）6月10日、就寿と名乗る。次男であったが正室の子であり、また長兄の福原房純が家老の福原就清の養子となったため、寛政8年（1796年）9月24日、父の隠居により跡を継ぎ、12月18日には従五位下・大和守に叙任した。文政12年（1829年）5月15日、名を広鎮と改め、10月11日、日向守に叙任。藩政においては医学館の創設などを行なって文武を奨励し、民政にも尽くした。その藩政における尽力を幕府からも認められて、天保7年（1836年）4月、萩藩主・毛利斉元の内願を入れて城主格に任じられ、所領も4万石に加増された。
天保8年（1837年）12月7日、還暦を迎えた広鎮は、七男の元蕃に家督を譲って隠居した。慶応元年（1865年）12月16日、89歳という長寿をもって徳山にて死去した。
文化人としても優れており、歌集に『類題玉函集』がある。また、六男の福原元僴（福原越後、福原家へ養子入りした）、隠居後にもうけた十男の毛利元徳（広鎮の生前に毛利本家へ養子入りした）など、息子の多くが幕末期の著名人として名を連ねた。

## 系譜
- 父：毛利就馴（1750-1828）
- 母：浄願院（?-1783） - 関政富の娘
- 正室：種子 - 伊達村賢の娘
  - 長女：郁子（1802-1837） - 京極高聡室、後に山崎義柄室
- 継室：喜哉（?-1835） - 秋元永朝の娘
  - 七男：毛利元蕃（1816-1884）
  - 六女：良子（1818-1819）
  - 八男：秋元志朝（1820-1876） - 秋元久朝養子
  - 八女：儷子（1822-1823）
- 側室：滝瀬（1817-1856） - 三宅博賞の娘
  - 十男：毛利元徳（1839-1896）
  - 十一男：鏘之進（1843-1844）
  - 十女：英子（1845-1846）
  - 十一女：沢子（1849-1850）
  - 十一男：寿亮（1856-1857）
- 側室：益井
  - 次女：徽子（1803-1804）
  - 長男：雅太郎（1805-1810）
  - 次男：毛利広衷（1809-1827）
  - 四女：寧子（1811-1865） - 福原熙賢室
  - 五男：毛利寿粛（1813-1827）
  - 六男：福原元僴（1815-1864） - 佐世親長養子、後に福原親俊養子
  - 五女：訓子（1817-1864） - 松野助永室
  - 七女：勅子（1819-1879） - 毛利元美室
- 側室：邑子
  - 三女：房子（1809-1875） - 小笠原正国室、後に仏護寺本順室
  - 四男：堅田元琦（1811-1863） - 堅田就正養子
- 側室：英子
  - 三男：鋭三郎（1810-1816）
- 側室：民子
  - 九女：侃子（1836-1839）
- 側室：千賀子
  - 九男：顒亮（1837-1841）